# Ясмин (порнографска актриса)
Ясмин (на английски: Yasmine) е артистичен псевдоним на френската порнографска актриса от марокански произход Хафида Ел Кабши (Hafida El Khabchi).

## Ранен живот
Хафида Ел Кабши е родена на 1 октомври 1973 г. в град Тахар Сук, Мароко. Когато е едва на пет месеца, тя и цялото ѝ семейство се установяват да живеят във Франция в търсене на по-добър живот и работа. На 18-годишна възраст Хафида напуска семейния дом и започва да работи на различни места - в хотели, в магазини за хранителни продукти, в ресторанти, а по-късно става и помощник-медицинска сестра.

## Порнографска кариера
Започва да се снима в порнографски филми през 2005 г., като в сцените си прави предимно анален секс и двойни прониквания -едновременно вагинално и анално проникване.

## Награди
Носителка на награди
- 2007: Eroticline награда за най-добра европейска актриса.[3]
- 2007: Европейска X награда на Брюкселския международен фестивал на еротиката за най-добра актриса.
- 2008: Eroticline награда за най-добра европейска актриса.[4]
- 2008: Европейска X награда на Брюкселския международен фестивал на еротиката за най-добра актриса.[5]

Номинации за награди
- 2008: Номинация за AVN награда за чуждестранна изпълнителка на годината.[6]
- 2009: Номинация за AVN награда за чуждестраннa изпълнителка на годината.[7]
- 2009: Номинация за Hot d'Or награда за най-добра френска актриса – „Ясмин в училището за медицински сестри“.[8][9]
- 2010: Номинация за AVN награда за чуждестраннa изпълнителка на годината.[10]